# Amphelictus fortunensis
Amphelictus fortunensis là một loài bọ cánh cứng trong họ Cerambycidae.